# Andreas Mehl
Andreas Mehl (* 16. August 1945 in Tangermünde) ist ein deutscher Althistoriker.

Andreas Mehl verbrachte den Großteil seiner Kindheit in Heidelberg. Dort legte er 1966 das Abitur ab. Er studierte zunächst Physik und Mathematik, bald aber Latein, Griechisch und Geschichte an den Universitäten Gießen und Rom. 1972 wurde er in Gießen über das Thema Tacitus über Kaiser Claudius. Die Ereignisse am Hof promoviert. Anschließend war er als wissenschaftlicher Assistent zunächst für Klassische Philologie, dann für Alte Geschichte in Gießen und Stuttgart tätig.
Seine Habilitation in Alter Geschichte erfolgte 1983 an der Universität Stuttgart mit einer Studie über das Thema Seleukos Nikator und sein Reich. Seleukos’ Leben und die Entwicklung seiner Machtposition. Im Jahre 1985 war Mehl kurzzeitig Professor für Alte Geschichte an der Erziehungswissenschaftlichen Hochschule Rheinland-Pfalz in Landau, von 1985 bis 1989 lehrte er als Professor an der TU Darmstadt. Anschließend war er von 1989 bis 1992 als Professor für Alte Geschichte an der Friedrich-Alexander-Universität Erlangen-Nürnberg tätig; dort lag der Schwerpunkt seiner Forschungen auf dem hellenistischen Zypern. Von 1992 bis zur Pensionierung 2011 war Mehl dann Professor für Alte Geschichte an der Universität Halle.
Seine Forschungsschwerpunkte sind das klassische Athen, der Hellenismus mit den Schwerpunkten Seleukidenreich und Zypern, die Römische Kaiserzeit, die römische Geschichtsschreibung, die Gesellschaft, Wirtschaft und Technik (griechisch und römisch), die Kulturgeschichte, Kulturethologie, Mentalitäten sowie die Geschichte der Erforschung des Altertums.

## Schriften (Auswahl)
Monografien

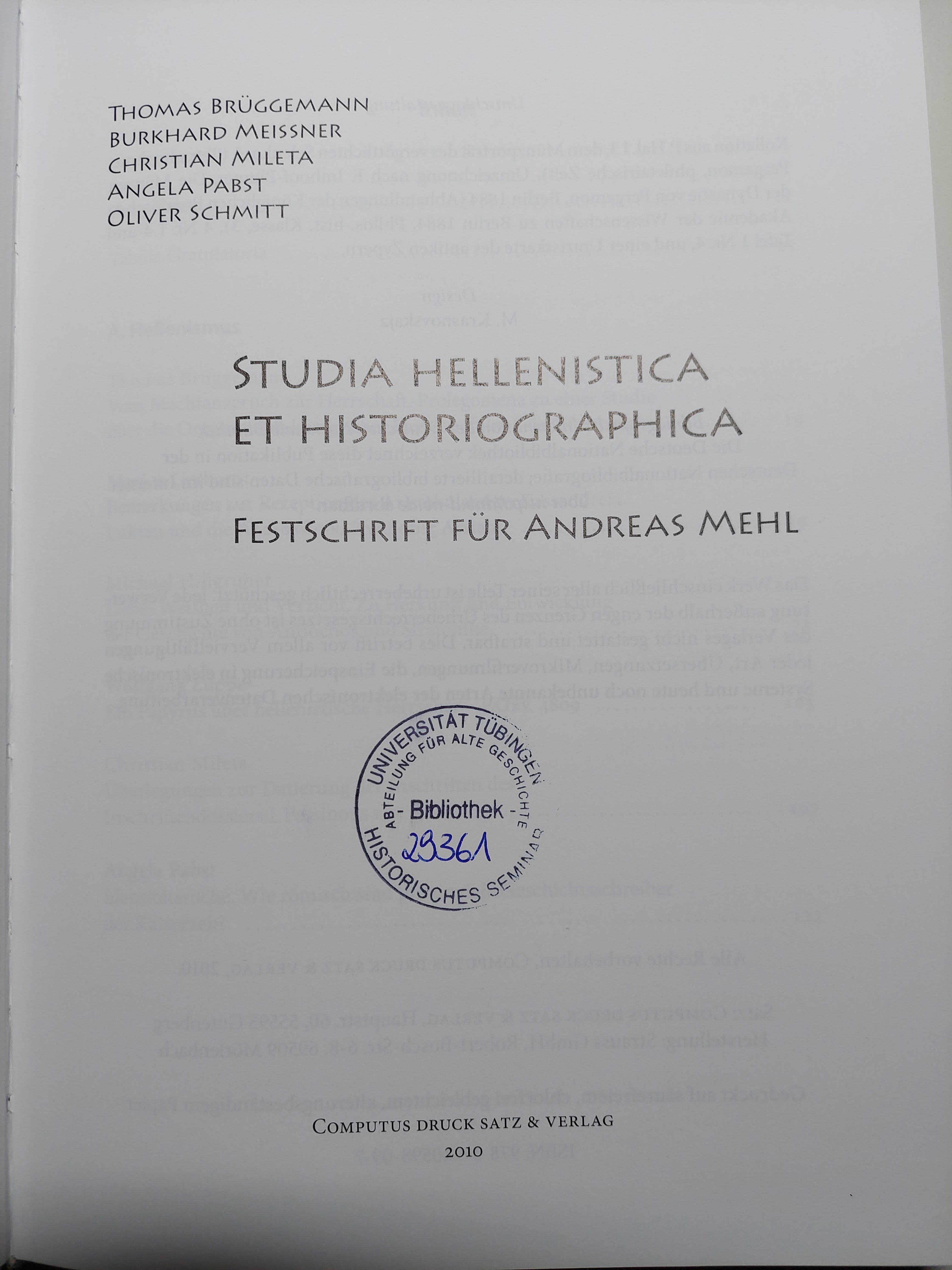
Festschrift (2010)

- Römische Geschichtsschreibung: Grundlagen und Entwicklung. Eine Einführung. Kohlhammer, Stuttgart u. a. 2001, ISBN 3-17-015253-X.
- Die Krise der römischen Republik. Von der res publica zum Prinzipat. Klett, Stuttgart 1988, ISBN 3-12-490230-0.
- Tacitus über Kaiser Claudius. Die Ereignisse am Hof (= Studia et testimonia antiqua. Band 16). Fink, München 1974, ISBN 3-7705-1110-7.

Herausgeberschaften
- mit Wolfgang Christian Schneider: Reformatio et reformationes. Festschrift für Lothar Graf zu Dohna zum 65. Geburtstag (= THD-Schriftenreihe Wissenschaft und Technik. Band 47). Technische Hochschule, Darmstadt 1989, ISBN 3-88607-069-7.